# EuroMold

EuroMold Logo

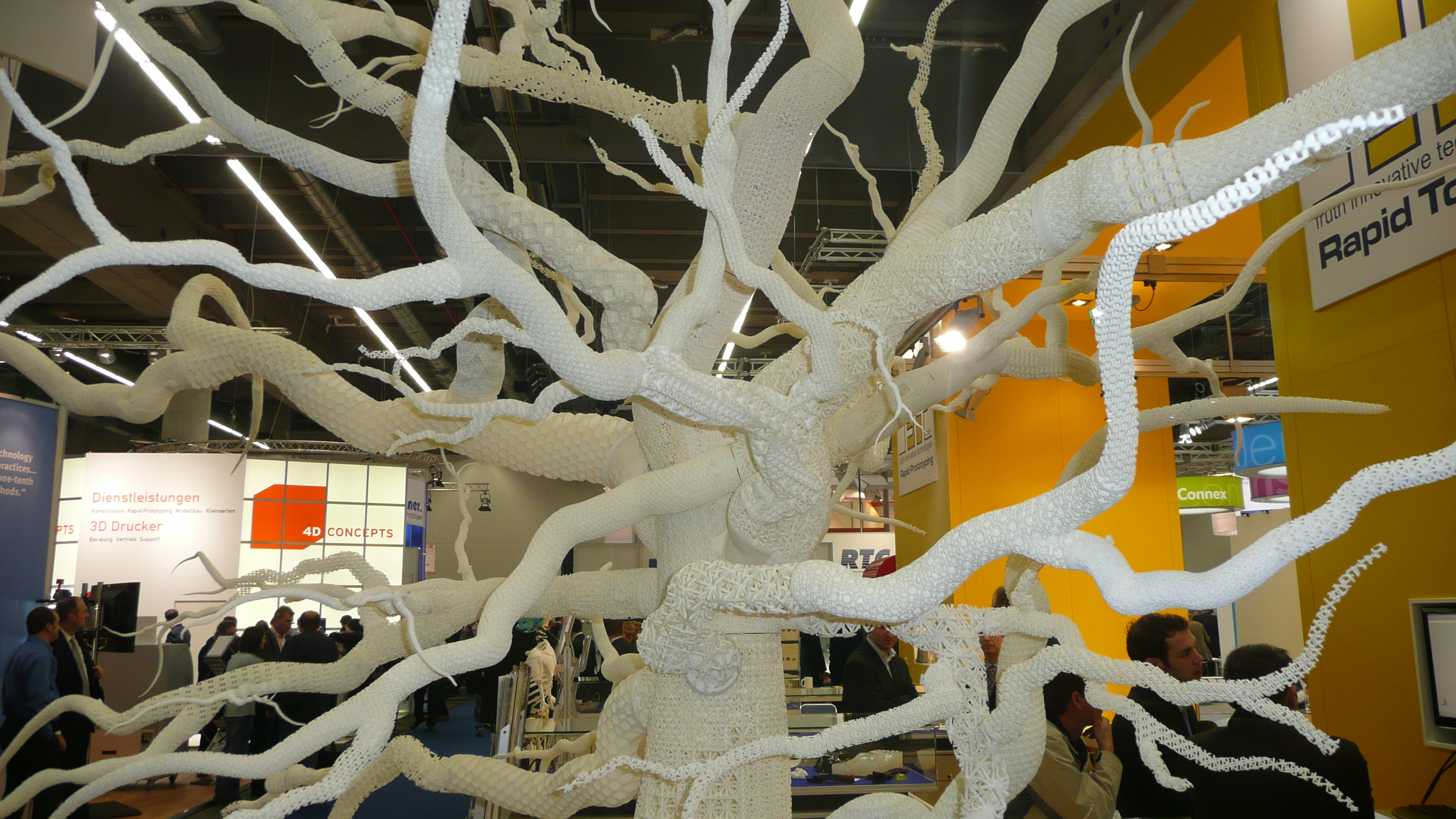
EuroMold 2009

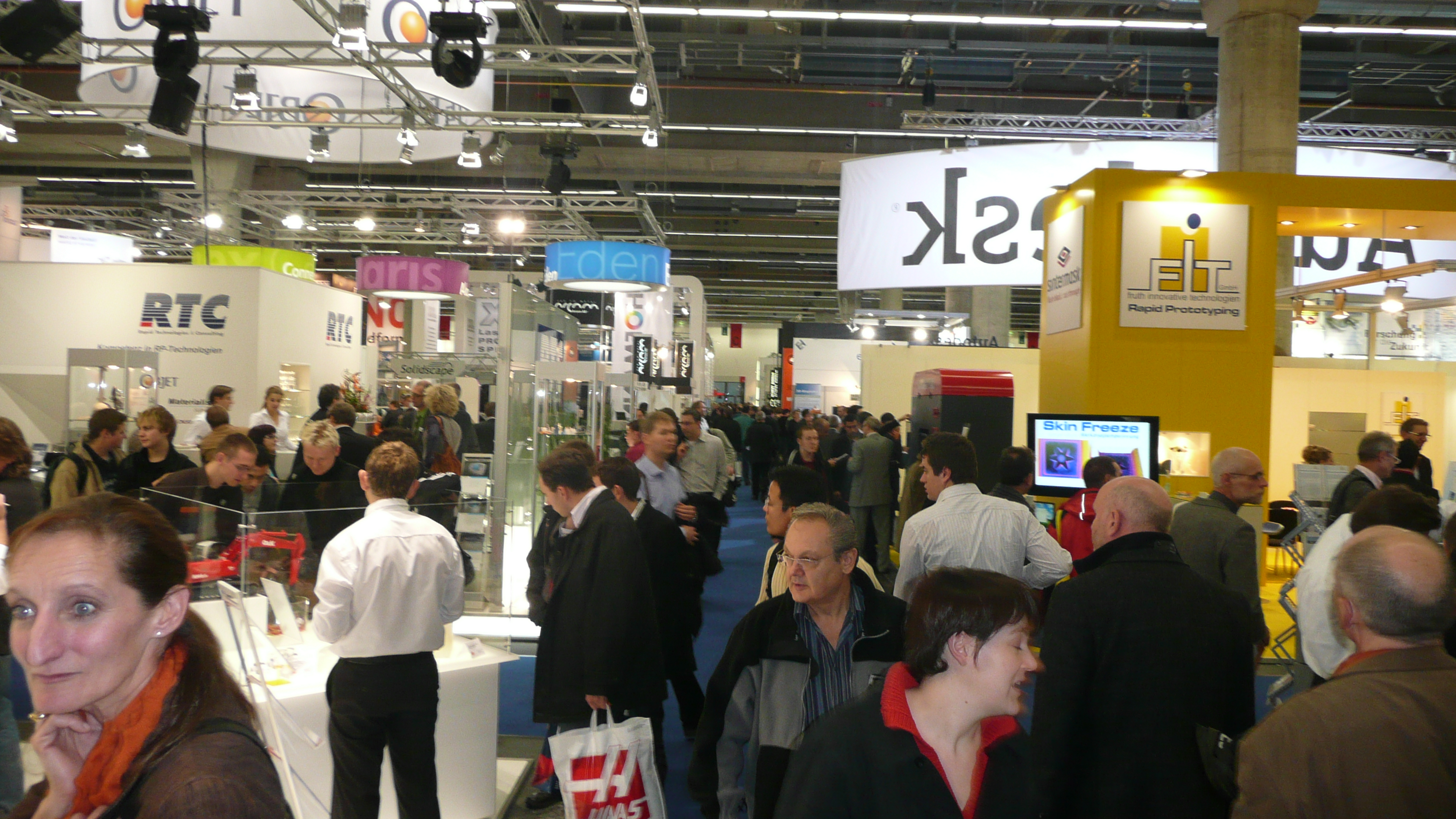
EuroMold 2009

Die EuroMold, eine Veranstaltung der DEMAT GmbH, ist eine Fachmesse für Werkzeug- und Formenbau, Design und Produktentwicklung und präsentiert als internationaler Branchentreff die gesamte Prozesskette „Vom Design über den Prototyp bis zur Serie“. Bis 2014 fand die Veranstaltung in der Messe Frankfurt statt, 2015 in der Messe Düsseldorf und seit 2016 in der Messe München. Die Messe hat 1.500 Aussteller aus etwa 90 Ländern und circa 60.000 Fachbesucher.

## EuroMold-Fachmessen im Ausland
- AsiaMold (15.–17. September 2014) im Guangzhou (China) in Kooperation mit der Messe Frankfurt
- AmeriMold (11.–12. Juni 2014) in Chicago (USA)
- AfriMold (3.–4. Juni 2014) in Johannesburg (Südafrika)
- EgyMold (27.–30. November 2014) in Kairo (Ägypten) organisiert von DEMAT GmbH und IFG
- EuroMold BRASIL (18.–22. August 2014) in Joinville (Brasilien) in Zusammenarbeit mit der Messe Brasil
- ArabiaMold (10.–13. Januar 2016) in Sharjah (Vereinigte Arabische Emirate)
- IndiaMold (19.–23. Januar 2017) in Mumbai (Indien)

EuroMold-Pavillions:
- INTERMOLD (16.–19. April 2014) in Osaka (Japan)
- RosMould (17.–20. Juni 2014) in Moskau (Russland)